# Cyphostemma auriculatum
Cyphostemma auriculatum là một loài thực vật hai lá mầm trong họ Nho. Loài này được (Roxb.) P.Singh & B.V.Shetty miêu tả khoa học đầu tiên năm 1986.